# Ambasadorowie Hiszpanii w Wielkiej Brytanii
Karol V Habsburg wysyłał do Anglii ambasadorów reprezentujących zarówno Austrię i cesarstwo, jak i Hiszpanię. Gdy rozpoczęła się reformacja katolicka Hiszpania była w przeciwnym obozie niż umiarkowanie protestancka (anglikanizm) Anglia. Symbolem ówczesnej wrogości między obu państwami jest hiszpańska Wielka Armada, zatopiona przez Anglików w 1588 roku.
W drugiej połowie XVII wieku Hiszpania czasem popierała Anglików, ponieważ jak oni obawiała się hegemonii w europie, którą po pokoju pirenejskim (1659) osiągnęła Francja i jej król Ludwik XIV.
Po 1715 roku, gdy gen. James Stanhope począł montować z Francuzami i Holandią sojusz mający pacyfikować Europę, Hiszpania kontestująca postanowienia pokoju Utrechckiego (1713) w oczywisty sposób stała się wrogiem i próbowała wówczas zbliżyć się do Austrii (Johan Willem Ripperda – 1725). Od lat trzydziestych XVIII wieku Hiszpania znów stanęła po stronie Francji (pakt familijny), nadal pozostając przeciwnikiem Wielkiej Brytanii. Dopiero rewolucja francuska pogodziła oba konserwatywne kraje Hiszpanię i Wielką Brytanię przeciw rewolucjonistom.

## Hiszpańscy ambasadorowie, posłowie i ministrowie pełnomocni w Anglii (1514-1707)
- 1514–1522 Bernardo de Mesa
- 1522–1525 Louis of Praet
- 1525–1525 Jean de le Sauch
- 1525–1526 Jean Jonglet
- 1526–1527 George of Theimseke
- 1526–1529 Iñigo López de Mendoza y Zúñiga
- 1529–1545 Eustace Chapuys
- 1539–1540 Philippe Maioris
- 1544–1550 François van der Delft
- 1550–1553 Jean Scheyfve
- 1553–1555 Simon Renard
- 1604-? Carlos Coloma
- 1613–1622 Diego Sarmiento de Acuña, hrabia de Gondomar

## Hiszpańscy ambasadorowie, posłowie i ministrowie pełnomocni w Wielkiej Brytanii
- 1712 (co najmniej do 1717) Isidor de Monteleone
- 1713–1714 Patrick Lolles (chargé d’affaires)
- 1714–1718 Antonio Casado y Velasco, markiz Monteléon
- 1720–1727 Jacinto de Pozobeuno
- 1731–1735 Cristóbal Gregorio Portocarrero Osorio Villalpando y Guzmán, 5. hrabia Montijo
- 1735–1739 Tomás Geraldino (poseł)
- 1739–1739 sir Thomas Fitzgerald
- 1739–1747 przerwa w kontaktach dyplomatycznych między obu krajami
- 1747–1754 Ricardo Wall
- 1754–1760 Felix Abreu
- 1760–1762 Juan Joaquín Atanasio Pignatelli
- 1762–1763 przerwa w kontaktach dyplomatycznych między obu krajami
- 1763–1777 Vittorio Filippo Ferrero Fieschi
- 1778–1779 Pedro Francisco Ximénez de Góngora y Luján, książę Almodóvar
- 1779–1783 przerwa w kontaktach dyplomatycznych między obu krajami
- 1783–1795 markiz Bernardo del Campo y Pérez de la Serna
- 1795–1796 Simón de las Casas y Aragorri
- 1826–1828 Narciso Heredia y Begines de los Ríos
- 1828 Carlos Cruzmayor
- 1824 i 1828-1832 Francisco de Zea Bermúdez Buzo
- 1832-1833 Antonio López de Córdoba
- 1833-1834 Juan N. de Vial Eydeli
- 1834 i 1838 Manuel Pando Fernández de Pinedo
- 1834-1835 i 1835-1836 Ignacio de Jabat
- 1834-1835, 1838-1841 Miguel Ricardo de Álava
- 1836-1838 Manuel María de Aguilar
- 1841 Luis de Flores
- 1841-1844 Vicente Sancho del Castillo
- 1844 Fernando Rodríguez Ribas
- 1844 i 1847-1848 Miguel Tacón y Rosique
- 1844 Juan González de la Pezuela
- 1844-1847 Ignacio Jaime de Sotomayor y Zatrillas
- 1856-1858 Luis González Bravo
- 1847-1848, 1850-1854 i 1858-1862 Francisco Istúriz Montero
- 1862-1863 Augusto Conte Lerdo de Tejada
- 1841, 1854-1856 i 1862-1863 Antonio González y González
- 1854, 1856-1857, 1863-1865 i 1873-1875 Juan Tomás Comyn
- 1868-1869 Gorgonio Petano Mazariegos
- 1869 Gabriel García de Tassara
- 1872-1873 Segismundo Moret Prendergast
- 1873 José Argaiz Vildósola
- 1873 Federico Rubio Gali
- 1875 Enrique Vallés Soler
- 1888-1890 José Luis Albareda
- 1869-1872, 1875-1886 i 1890-1893 Manuel Rancés y Villanueva
- 1886-1888 i 1892-1895 Cipriano del Mazo Gherardi
- 1897-1900 Juan Antonio Rascón Navarro
- 1900-1905 Fermín Lasala Collado
- 1905-1906 Luis Polo de Bernabé Pilón
- 1905-1913 Wenceslao Ramírez de Villa-Urrutia
- 1913-1931 Alfonso Merry del Val
- 1931-1936 Ramón Pérez y de Ayala
- 1936 Julián López y Oliván
- 1936–1939 Pablo Azcárate y Flórez
- 1939–1945 Stuart Fitz-James, 17. książę Alba (1878-1953)[1]
- 1945-1948 Domingo de las Bárcenas
- 1948-1951 José Ruiz de Arana
- 1951-1958 Miguel Primo de Rivera
- 1958-1972 José Fernández-Villaverde
- 1972–1973 Jaime de Piniés
- 1973–1975 Manuel Fraga Iribarne
- 1975-1976 Manuel Gómez-Acebo e Igartua
- 1976-1981 Luis Guillermo de Perinat y Elío
- 1981-1983 Fernando Arias-Salgado y Montalvo
- 1983-1990 José Joaquín Puig de la Bellacas
- 1990-1992 Felipe de la Morena y Calve
- 1992-1999 Alberto Aza y Arias
- 1999-2004 Santiago de Mora-Figueroa y Williams
- 2004-2008 Carlos Miranda y Elío
- 2008-2009 Carles Casajuana i Palet
- 2009-2012 José Ignacio Carbajal Gárate
- od 2012 Federico Trillo-Figueroa[2]